# GO!THE SKIP
GO!THE SKIP（ゴー・ザ・スキップ）は日本のロックバンドである。ラジオ番組「OLEっち」のオーディションに合格し、コロムビアよりデビュー。
活動休止していたが2016年8月より活動再開している。

## メンバー
- 久保博三（くぼひろみ）ボーカル・ギター・作詞・作曲／宮崎県三股町出身
- 本村博志（もとむらひろし）ベース・コーラス／宮崎県小林市出身
- 相澤吉邦（あいざわよしくに）ドラム・コーラス／新潟県燕市出身
- 河合正志（かわいまさし）ギター／北海道倶知安町出身

## 概要
GO!THE SKIP結成まで 
　久保と本村が、宮崎の高校のクラスメートとして出遭う。1992年2人は上京し、GROSS（グロウス）というバンドを結成、ロフト20周年コンピにも参加）。
　2000年、ドラム相澤が加入この3人でのスタートが始まる。
　バンド名を"GO!THE SKIP"に変更。
　2003年10月22日、10年近く暖めた「空の向こうに」でデビュー。2003年2ndシングル「捧げる歌」
　2004年デビュー・アルバムのリリース
　2004年ギター河合が加入。
活動休止からの復活、その後
　2016年11月12日、活動休止から10年を経て新宿にて復活ワンマンLIVEを行った。その後、メンバーの故郷を含む
　全国ツアー「負けま宣言！」をスタート。2018年４月20日、ツアーファイナルとして再び新宿でワンマンLIVEを行った。

## ディスコグラフィー

### シングル
1. 空の向こうに（2003年10月22日）TBS系「COUNT DOWN TV」2003年10月度オープニングテーマ
  1. 空の向こうに
  2. OH!琉球～手をつなごう～
  3. 空の向こうに(radio edit)
  4. 空の向こうに(カラオケ)
2. 捧げる歌（2004年1月21日）
  1. 捧げる歌
  2. BE THE KING
  3. 捧げる歌(カラオケ)
  4. BE THE KING(Instrumental)
3. 泣こかい飛ぼかい!（2005年12月7日）

### アルバム
1. 夢をあきらめた人は 次に何をあきらめるんだろう（2004年2月25日）ジャケットはこせきこうじ
  1. あきらめた人達
  2. 空の向こうに(アルバム・バージョン)
  3. 捧げる歌
  4. 時は暁
  5. OH!琉球～手をつなごう～(アルバム・バージョン)
  6. かえるのうた
  7. ORANGE BUS
  8. 春
  9. 3分たらずの歌
  10. 大花
  11. My Road
2. G-songs ～TOKYO～(2017年7月15日) ジャケットは髙橋達也
  1. お元気です歌
  2. TOKYO TOWER
  3. S-SONG ～ソウルメイトのテーマ～
  4. T-SONG ～タコライスのうた～
3. G-songsⅡ～KOKYO～(2018年4月20日) ジャケットは髙橋達也
  1. 明け方のススメ !!
  2. 夏色残照
  3. 幸せ上々 ～Miyakonojyo～
  4. NEW DAY

## 関連人物
- 池田芳輝ex(THE虎舞竜ギタリスト)
- 本間敏之ex(THE虎舞竜キーボード)
- 平出悟(プロデューサー)
- 赤坂泰彦(DJ)
- きゃんひとみ(DJ)
- こせきこうじ(まんが家)
- 髙橋達也(美術制作)